# یواس‌اس وست ویرجینیا (ای‌سی‌آر-۵)

{{Infobox ship characteristics
یواس‌اس وست ویرجینیا (ای‌سی‌آر-۵) (به انگلیسی: USS West Virginia (ACR-5)) یک کشتی بود که طول آن *۵۰۳ فوت ۱۱ اینچ (۱۵۳٫۵۹ متر) overall length بود. این کشتی در سال ۱۹۰۳ (میلادی)|۱۹۰۳]] ساخته شد.